# ناوشکن کلاس شیراکومو
دیسترویر کلاس شیراکومو (به انگلیسی: Shirakumo-class destroyer) یک کلاس از کشتی است که طول آن 65.89 meters pp, 67.51 meters overall می‌باشد.